# Ludmiła Hirnle
Ludmiła Hirnle z domu Skaja (ur. 25 marca 1922 w Kościerzynie, zm. 10 czerwca 2011 we Wrocławiu), lekarz, profesor nauk medycznych, kardiolog.

## Życiorys
Przed wojną uczęszczała do gimnazjum urszulanek w Kościerzynie, w 1939 zdążyła ukończyć tam klasę przedmaturalną. Maturę złożyła już w Lublinie, na tajnych kompletach, w 1941 r. Swoją edukację kontynuowała, również w strukturach podziemnego nauczania, także na poziomie studiów wyższych: I i II rok medycyny u dra Zaorskiego zaliczyła w latach 1942-1944, a po wojnie dokończyła studia w latach 1945-1947, uzyskując dyplom lekarza na Wydziale Lekarskim Uniwersytetu Poznańskiego.
W latach 1952–1968 była asystentem (później adiunktem) III Kliniki Chorób Wewnętrznych pod kierunkiem profesora Edwarda Szczeklika; w tym okresie, w 1960, uzyskała we wrocławskiej Akademii Medycznej stopień naukowy doktora medycyny, broniąc pracy pt. „Bakteryjne zapalenie wsierdzia”, za którą otrzymała nagrodę Ministra Zdrowia i Opieki Społecznej.
W latach 1961–1968 pracowała w Wojewódzkiej Przychodni Kardiologicznej we Wrocławiu, w tym czasie w 1963 odbyła staż w klinikach kardiologicznych w Paryżu i Marsylii.
W 1968 przeprowadziła we wrocławskiej AM swoje kolokwium habilitacyjne (stopień naukowy docenta nauk medycznych uzyskała w 1969, a w 1971 – tytuł naukowy docenta); również w roku 1968 podjęła obowiązki ordynatora Oddziału Internistyczno-Kardiologicznego Szpitala Specjalistycznego we Wrocławiu (wcześniej Oddział Chorób Wewnętrznych), będąc równocześnie docentem detaszowanym (oddelegowanym) Akademii Medycznej we Wrocławiu. Pracowała w tym oddziale do 1992 roku, do przejścia na emeryturę.
W latach 1977–1998 prowadziła Kardiologiczny Ośrodka Naukowo-Badawczy w Dusznikach-Zdroju; w 1978 dodatkowo prowadziła podspecjalizację z kardiologii w Centrum Medycznym Kształcenia Podyplomowego.
Tytuł naukowy profesora nadzwyczajnego Rada Państwa nadała jej w 1979; w 1983 powierzono jej obowiązki Specjalisty Wojewódzkiego ds. Kardiologii. W 1985 dokonała otwarcia Ośrodka Wszczepiania Stymulatorów w Pododdziale Intensywnej Terapii Kardiologicznej.
W 1988 Rada Państwa nadała jej tytuł naukowy profesora zwyczajnego.

## Działalność we wrocławskim Szpitalu Specjalistycznym
W okresie prawie 25-letniej działalności Ludmiły Hirnle w Szpitalu Specjalistycznym powstały:
- 10-łóżkowy pododdział intensywnej terapii kardiologicznej kompletnie wyposażony i z pełnym zakresem czynności,
- ośrodek wszczepiania i kontroli stymulatorów,
- pracownie: usg serca, usg jamy brzusznej, polikardiograficzna.

Wprowadzono ponadto:
- metodę Dopplera do rutynowych badań przepływów naczyniowych,
- badanie układu przewodzącego serca,
- stymulację przezprzełykową,
- metodę rozcieńczania barwników w wadach wrodzonych serca,
- 24-godzinne badanie EKG metodą Holtera.

## Dorobek naukowy

### Publikacje
Publikacje w liczbie około 160. Istotne kierunki zainteresowań naukowych: fonokardiografia, stereokardiografia, wektokardiografia, polikardiografia, apeksokardiografia. W wyniku tego powstały następujące publikacje:
- Ocena przydatności fonokardiografii w kwalifikowaniu chorych do komisurotomii mitralnej;
- Interpretacja zapisów fonokardiografii w przypadkach wrodzonych wad serca i naczyń;
- Ocena dynamiki skurczu mięśnia sercowego w przeciekach wewnątrzsercowych w badaniach polikardiograficznych;
- Analiza matematyczna apeksokardiogramu dla oceny stanu mięśnia lewej komory w chorobie wieńcowej, po zawale serca, w tętniaku pozawałowym serca, po wszczepieniu stymulatora, w wadach nabytych serca, w kwalifikacji do komisurotomii mitralnej;
- Ocena czynności lewej komory w świeżym zawale serca i w ostrej niewydolności wieńcowej metodą polikardiografii;
- Dopplerowskie badania przepływu krwi przez aortę w zawale serca;
- Opis problemu nadmiernie opadniętej nerki w patogenezie nadciśnienia tętniczego;
- Opis hemolizy wewnątrznaczyniowej u chorych z wszczepioną sztuczną zastawką serca;

Prace z apeksokardiografii, polikardiografii i techniki dopplerowskiej miały charakter pionierski. Prace te wniosły istotny wkład do medycyny i spowodowały, że ich autorka uznana została autorytetem w dziedzinie kardiologii.

### Kształcenie kadry naukowej
Kierownik specjalizacji 60 lekarzy na I i II stopień z chorób wewnętrznych, 8 lekarzy z kardiologii. Promotor 7 doktorów, opiekun jednej pracy habilitacyjnej. Recenzent 24 prac doktorskich, 8 habilitacyjnych, 6 wniosków na tytuł profesora.

### Członkostwo w towarzystwach naukowych
- Polskie Towarzystwo Lekarskie
- Towarzystwo Internistów Polskich
- Polskie Towarzystwo Kardiologiczne (od 1973 roku zastępca, od 1984 roku przewodnicząca Oddziału Wrocławskiego).
- Wrocławskie Towarzystwo Naukowe;
- Rada Naukowa Uzdrowisk Kłodzkich;
- American Society of Echocardiography;
- International Doppler Society;
- Komisja Dyscyplinarna dla Nauczycieli Akademickich;
- Rada Naukowa Instytutu Stomatologii;
- Zastępca Rzecznika Dobra Służby Zdrowia przy Okręgowej Komisji Kontroli Zawodowej;
- Sąd Koleżeński w Oddziale Wrocławskim Polskiego Towarzystwa Kardiologicznego.

## Ważniejsze wyróżnienia i odznaczenia
- 1960-1983 – siedem nagród Rektora Akademii Medycznej we Wrocławiu na działalność naukową, dydaktyczno-wychowawczą i organizacyjną
- 1971 – Srebrny Krzyż Zasługi
- 1974 – Złoty Krzyż Zasługi
- 1980 – Krzyż Kawalerski Orderu Odrodzenia Polski
- 1983 – Medal Komisji Edukacji Narodowej
- 1992 – Złota Odznaka Honorowa „Academia Medica Wratislaviensis”
- 2000 – Medal 50-lecia Akademii Medycznej we Wrocławiu

## Rodzina
Ludmiła Hirnle w 1951 r. wyszła za mąż za lekarza-radiologa Zbigniewa Hirnle (późniejszego profesora Akademii Medycznej we Wrocławiu). Ma z nim dwóch synów (ur. w 1953 i 1956 r.), również lekarzy: starszy z nich, Piotr Hirnle, jest kierownikiem Kliniki Radioterapii w Bielefeld, a młodszy, prof. dr hab. n.med. Tomasz Hirnle, jest kierownikiem Kliniki Kardiochirurgii AM w Białymstoku. Ludmiła Hirnle ma trzech wnuków (ur. w 1979, 1981 i 1983 r.).